# تور جهانی نیکی
تور جهانی نیکی (انگلیسی: The Nicki Wrld Tour) یک تور تور کنسرت از خواننده رپ اهل ایالات متحده آمریکا نیکی میناژ همراه خواننده رپ آمریکایی جویس ورلد بود. این تور در ۲۱ فوریه ۲۰۱۹ در مونیخ آغاز شد و در ۲۸ مارس ۲۰۱۹ در ژنو با ۱۹ نمایش کلی به پایان رسید.